# David King-Wood

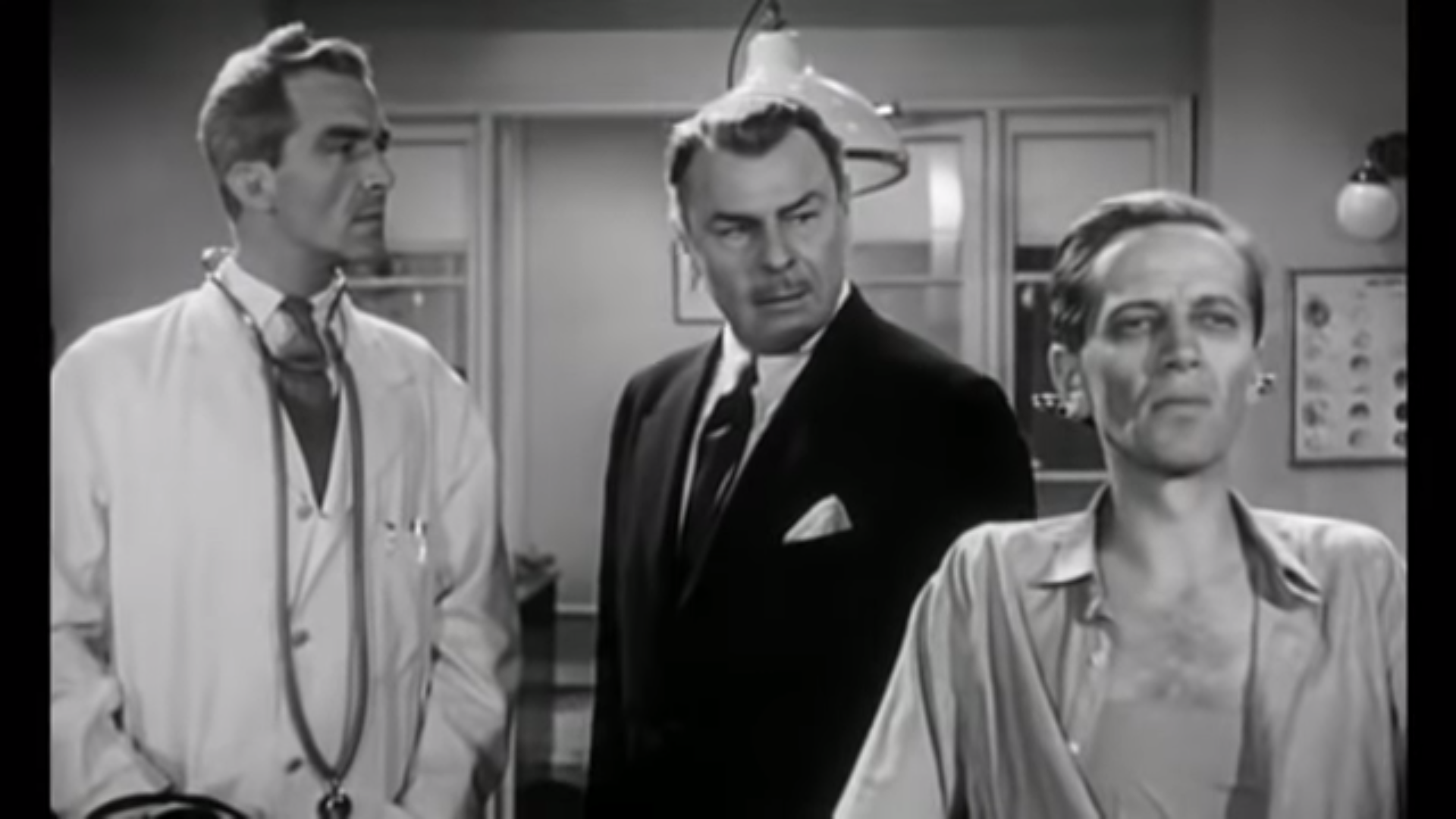
David King-Wood, Brian Donlevy y Richard Wordsworth en El experimento del doctor Quatermass

David King-Wood (12 de septiembre de 1913 - 3 de septiembre de 2003) fue un actor británico.
Nació en Teherán, Irán (entonces Persia), el menor de cuatro hermanos. Su padre fue William King Wood (CIE, CBE), director del Departamento de Telégrafos Indoeuropeos, y su madre fue Daisy Adcock, hija de Sir Hugh Adcock (quien fuera médico del Sha de Persia).
King-Wood estudió en la Universidad de Oxford y fue presidente de la OUDS (Sociedad Dramática de la Universidad de Oxford), apareciendo en el Radio Times en abril de 1936, interpretando a Ricardo II para la sociedad. Hizo su debut profesional al año siguiente, en una producción de gira de Asesinato en la catedral, Luego actuó en la temporada de 1937 en el Regent's Park Open Air Theatre. y en Medida por medida y Ricardo III en el Old Vic. También actuó en temporadas de repertorio en Birmingham, Oxford y Worthing.
Durante la Segunda Guerra Mundial, sirvió en la Real Fuerza Aérea Británica, donde su dominio de cinco idiomas, incluido el japonés, le fue muy útil. Tras la guerra, retomó su carrera en abril de 1946, interpretando a Iachimo en Cymbeline en el Teatro Shakespeare Memorial de Stratford-upon-Avon. Sus créditos cinematográficos británicos incluyen The Blakes Slept Here (1953), The Men of Sherwood Forest (1954), The Quatermass Xperiment (1955) y Jamboree (1957). En su última actuación teatral en el Reino Unido, actuó junto a Patrick Troughton en "La maravillosa historia del Gato con Botas" en el Teatro Fortune (1955-56).
Luego se mudó a Nueva York y actuó en Broadway durante varios años, destacando sus papeles de Adam Hartley en The Hidden River (1957), Fray Francis en Mucho ruido y pocas nueces (1959) y Ronald Storrs en Ross (1962). Terminó su carrera profesional enseñando inglés y francés en la escuela St. Bernard's de Nueva York, además de dirigir la obra anual de Shakespeare.
Amaba la naturaleza y, como neoyorquino entusiasta, pasaba muchas horas felices en Central Park. Más de 150 amigos suyos contribuyeron al Fondo de Árboles David King-Wood, donando en su nombre dos tilos europeos cerca de East Meadow. También hay una losa conmemorativa junto al macizo de flores Olmsted en el Paseo Literario, en el centro del parque, en la calle Sesenta y Siete.

## Filmografía
| Año  | Título                     | Rol                | Notas         |
| ---- | -------------------------- | ------------------ | ------------- |
| 1952 | No Haunt for a Gentleman   |                    | Sin acreditar |
| 1954 | A Stranger Came Home       | Sesiones           |               |
| 1954 | The Men of Sherwood Forest | Señor Guy Belton   |               |
| 1955 | Break in the Circle        | Coronel Patchway   |               |
| 1955 | The Quatermass Xperiment   | Dr. Gordon Briscoe |               |
| 1955 | The Stolen Airliner        | Controlador        |               |
| 1956 | Private's Progress         | Gerald             |               |
| 1957 | Jamboree                   | Warren Sykes       |               |